# Hessen (dinastija)
Hessenovci, europska vladarska dinastija koja je vladala Hessenom, tako što je jedna grana obitelji vladala pod naslovom prinčeva izbornika do 1866. godine, a druga linija kao veliki vojvode do 1918. godine. Članovi pobočnih linija dinastije vladali su kao kraljevi Švedske i veliki vojvode Finske. Dinastija je nastala kao izravan muški ogranak dinastije Brabant.
Obitelj je preko svojeg morgantskog ogranka, Battenbergovaca u rodbinskoj vezi s britanskom kraljevskom dinastijom Windsor, budući da su djeca kraljice Elizabete II. i njezina supruga, princa Philipa, nasljednici obitelji Battenberg (Mountbatten) preko Philipove ženske linije.
Dinastija Hessen utemeljena je 1241. gofine nakon udaje pokrajinske grofice Sofije Turinške (1224.-1275.), kćeri pokrajinskog grofa Luja IV. Turinškog, s Henrikom II., vojvodom Brabanta (1207.-1248.). Sofija je bila baštinica Hessena kojeg je predala svom sinu Henriku, koji je postao prvim pokrajinskim grofom Hessena.
Godine 1803. pokrajinska grofovija Hessen-Kassel bila je uzdignuta na razinu elektorata, dok je pokrajinska grofovija Hessen-Darmstadt bila 1806. godine uzdignuta na razinu velikog vojvodstva. Elektorat Hessen-Kassel anektirala je Pruska 1866. godine, dok je Veliko vojvodstvo Hessen ostalo suvereno do ukidanja monarhija na prostoru Njemačke 1918. godine.

## Vanjske poveznice
- Dinastija Hessen - houseofhesseroyalfamily.yolasite.com (engl.)